# 諒山省
諒山省 （越南语：／）是越南東北部的一個省，位於河內市東北，省莅梁文知坊，该省东北与中国广西壮族自治区接壤，自古為越南东北部的门户。阮朝明命年間，朝廷改谅山鎮為谅山省，该省亦曾於1975年至1978年撤銷，並與高平省共同組建高谅省，但因行政區劃的調整於1978年恢復建制。

## 名称
谅山旧称陆海（Lục Hải），陈朝广泰十年（1397年）才更名为谅山，沿用至今:3。諒山鄰近中國大陸，其名稱「諒山」簡化後變成「谅山」，跟中国的地名「山」非常形似，所以中文媒體有时会将其誤寫成「凉山」。

## 历史
在原始時期，谅山地区已有人類活動的痕跡，考古学家就曾在今平嘉县發現猿人牙齒。到中石器時期及新石器時期，谅山一带已经出现了北山文化等石器时代文化，除打制石器外，当地已经出现了磨制石器和陶器。
汉朝时期，谅山隶属交趾刺史部，自孙吴以来，当地改隶交州，丁朝以后，当地隶属諒江路。陈广泰十年（1397年），朝廷改谅江路为谅山镇:1。
1400年，陳朝權臣胡季犛篡奪皇位，建立胡朝。当时有冒名頂替为陳藝宗之子的陳添平覬覦皇位，便向宗主国明朝控訴胡季犛篡位之事，于是明廷派兵護送陳添平歸國即位，但陳添平却在谅山支棱關遭胡军俘虏，最终被押送西都处决，此举激怒了明廷，明成祖遂决定出兵安南，消灭胡朝，越南也从此进入第四次北屬時期:487-488:135，明朝随后在谅山建立谅山府，归交阯承宣布政使司管辖。宣德二年（1427年）十一月，越南民變領袖黎利率兵在支棱關擊殺明军主将柳昇，派軍大舉攻入谅山府等地，迫使明朝遣使議和并最终承认安南独立:545:160-161。黎利后来建立后黎朝，將全國分为五道，其中谅山隶属北道:316。后黎朝光順七年（1466年），黎聖宗將全国五道分成十二承宣，其中在谅山建立諒山承宣:2。

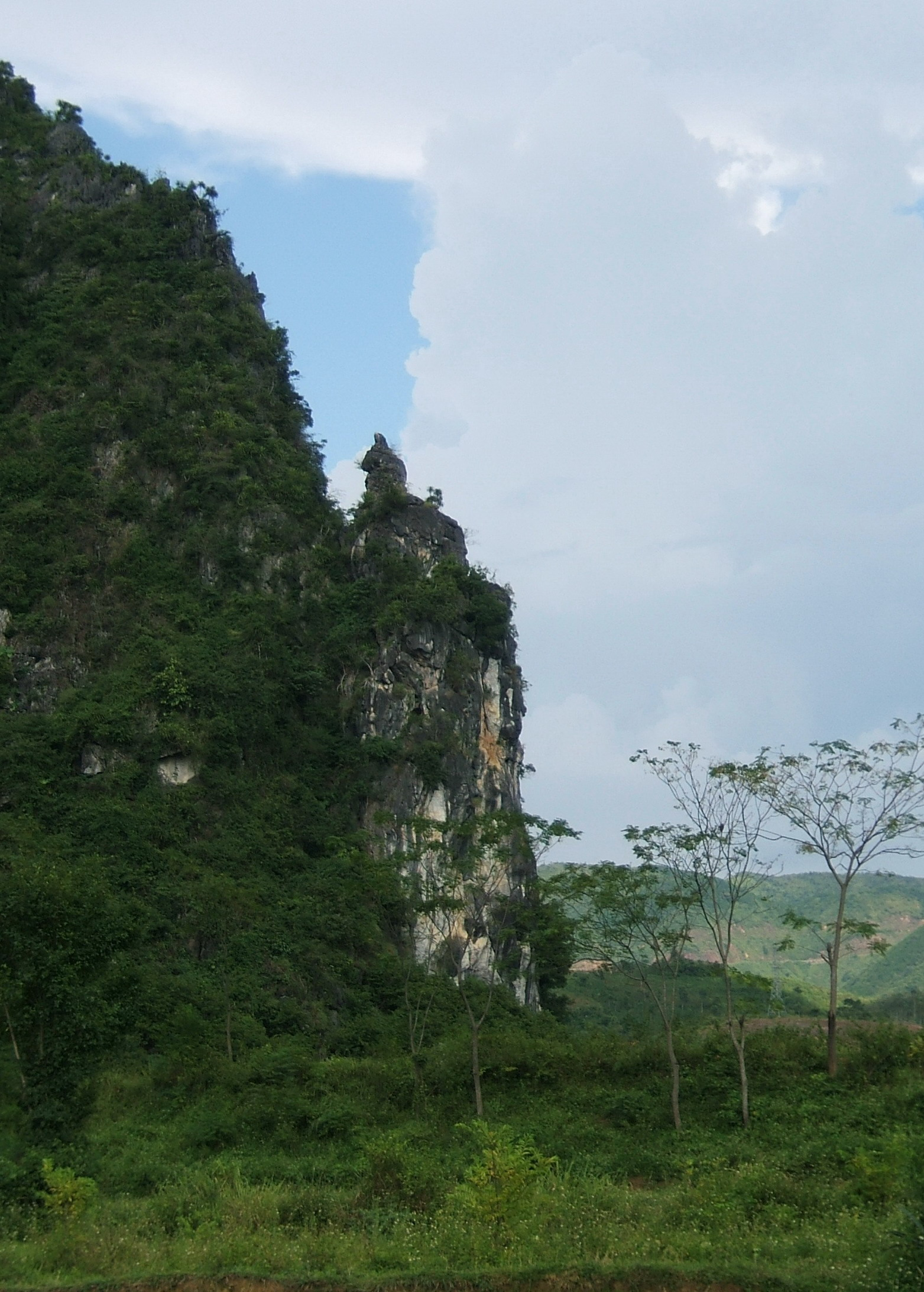
支棱關

阮朝初期，谅山隶属谅山镇，1832年，明命帝将谅山镇改制为谅山省，此为谅山建省之始:316:319，朝廷设置谅平巡抚一职统管高平、谅山庶务。1885年，法国吞并越南后，谅山省成为法属印度支那東京保護國的一部分，当时，法军在谅山修筑堡垒，还与清军爆发了鎮南關之役，但被清军击败。1940年6月，日军乘德国击败法国时，从中国广西攻入法属印度支那，并先后占领了同登及谅山等城镇，当年9月，不满法国、日本殖民统治的北山州民众在印度支那共产党的领导下发动了北山起义，但最终遭到日、法两军镇压。1945年3月9日，日軍在法屬印度支那發動代號爲「明號作戰」的政變，在諒山消滅法軍的力量後，日本人維持了法國殖民時期的政權體制。与此同时，越盟在谅山、太原两省交界处建立了北山—武崖根据地，积极反抗日法两国的军队，并逐渐取得了對谅山全境的控制权，1945年6月，越盟在谅山等省成立解放区。
1945年8月，日军战败，越南民主共和国（北越）随即宣布脱离法国独立，但法国却宣佈当地重歸其統治，越法双方也因谈判失败而爆发战争，期间越、法两军曾在谅山一带爆发高北諒戰役、边界战役等多次冲突，最终，越盟击败了法军，成功占领了谅山。越南战争期间，谅山曾遭美国空军轰炸。
1975年，谅山省曾一度撤销，与高平省合并为高谅省，但在1978年重新建立:317。1979年中越战争期间，中国人民解放军曾占领过谅山，该省不少县市也受到炮击。

## 地理

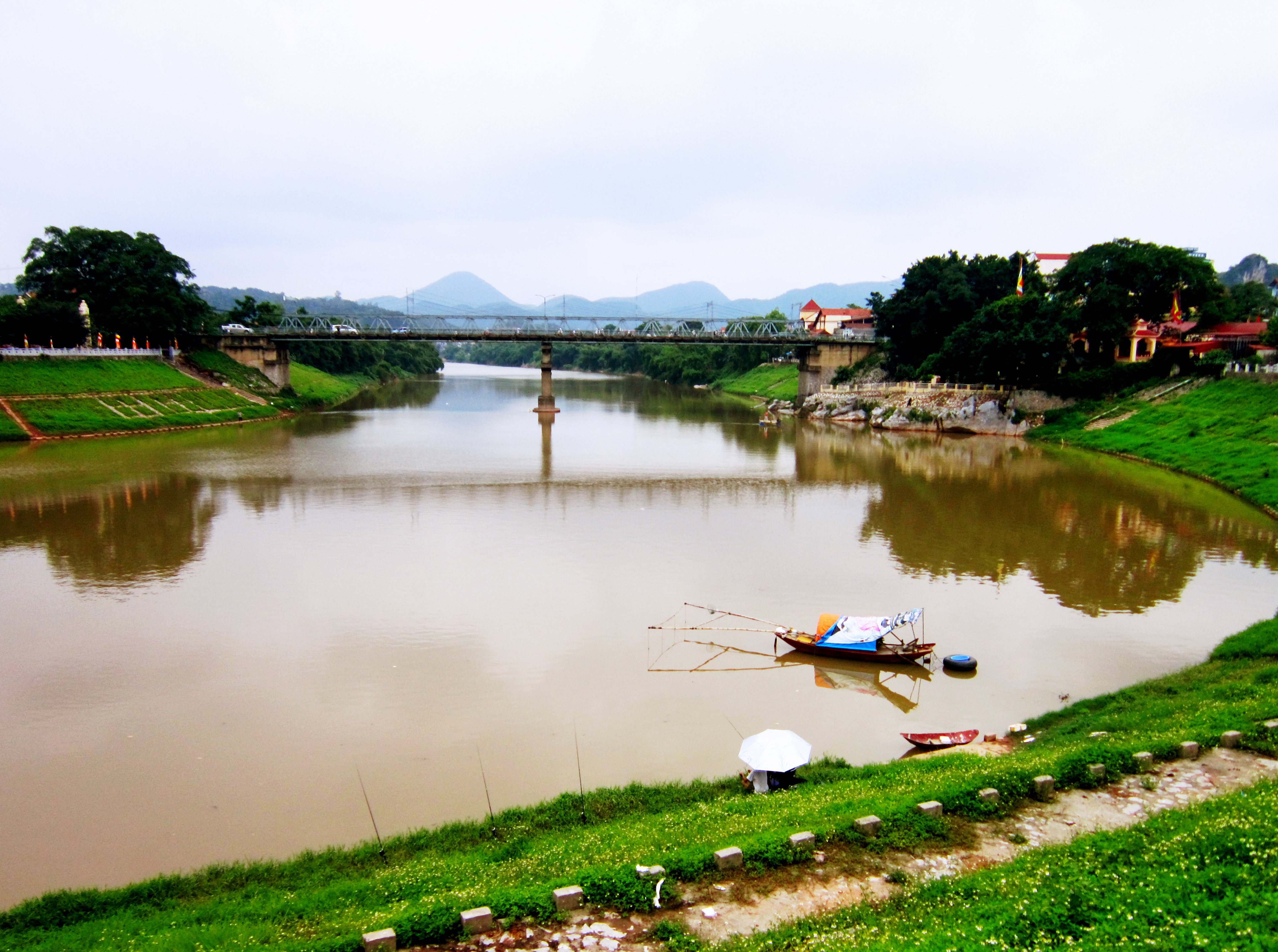
流经谅山市区的奇穷河

谅山省位于越南国境东北隅，总面积为8310.2平方公里:89，北接高平省，东北接中国广西壮族自治区崇左市，东南接广宁省，南接北寧省，西接太原省:3。国境线长约253公里。

### 地形
除去右陇县等地外:157，谅山省地形的总体趋势是东北低，西南高，地貌各异，奇穷河流域自上至下游依次分布着那阳—禄平、本牙（Bản Ngà）、七溪等多个谷地:158，周边则分布有功山（Công Sơn）、母山等山峰:159，另外十万大山的余脉也从中国广西横贯至谅山东南隅，并形成了公母山等山峰:54-56。

### 水文
谅山省境內的水域以天然河流和人工湖泊為主，境內的河流大多属西江水系，其中最长者为奇穷河，一译“淇穷江”，总长243公里，流域面积超过6,000平方公里，发源于舊定立縣北車山（Bắc Xa），自东南向西北流经禄平县、高禄县、谅山市、文朗縣以及長定縣:67-68，并接纳北江、北溪等支流:69，最终在中越国界的平而关流入中国广西，并与水口河汇集为左江:147。流经省境西南隅枝陵縣与右陇县的滄江则属于紅河水系，最终流入北江省境內，并與梂江匯合為太平江。另外，谅山省也有一些独流入海的水系，主要从定立縣自西北向东南注入北部湾:70-71。

### 气候
谅山省整体上属热带季风气候:50，而在柯本气候分类法中，谅山属于典型的副热带湿润气候，夏季炎热多雨，冬季温和少雨。年均温为21.8摄氏度，其中右陇县等西南隅县市年均温略高于全省平均值:118。谅山省5月至9月为雨季，10月至翌年4月为旱季，年降雨量在1,300毫米至1,600毫米之间，其中降雨量较大的北山县年雨量达1,575.3毫米，而降雨量较小的谅山市年雨量为1,318.2毫米:445。
| 谅山省               | 谅山省      | 谅山省      | 谅山省      | 谅山省       | 谅山省       | 谅山省       | 谅山省       | 谅山省       | 谅山省       | 谅山省      | 谅山省      | 谅山省      | 谅山省          |
| 月份                 | 1月         | 2月         | 3月         | 4月          | 5月          | 6月          | 7月          | 8月          | 9月          | 10月        | 11月        | 12月        | 全年            |
| -------------------- | ----------- | ----------- | ----------- | ------------ | ------------ | ------------ | ------------ | ------------ | ------------ | ----------- | ----------- | ----------- | --------------- |
| 历史最高温 °C（°F）  | 31.6 (88.9) | 36.4 (97.5) | 36.7 (98.1) | 38.2 (100.8) | 39.8 (103.6) | 38.8 (101.8) | 37.6 (99.7)  | 37.7 (99.9)  | 36.2 (97.2)  | 34.3 (93.7) | 32.7 (90.9) | 30.2 (86.4) | 39.8 (103.6)    |
| 平均高温 °C（°F）    | 17.5 (63.5) | 18.8 (65.8) | 21.9 (71.4) | 26.5 (79.7)  | 30.2 (86.4)  | 31.5 (88.7)  | 31.7 (89.1)  | 31.3 (88.3)  | 30.2 (86.4)  | 27.5 (81.5) | 23.7 (74.7) | 19.8 (67.6) | 25.9 (78.6)     |
| 日均气温 °C（°F）    | 13.1 (55.6) | 14.7 (58.5) | 18.0 (64.4) | 22.3 (72.1)  | 25.5 (77.9)  | 26.9 (80.4)  | 27.1 (80.8)  | 26.6 (79.9)  | 25.2 (77.4)  | 22.3 (72.1) | 18.4 (65.1) | 14.6 (58.3) | 21.3 (70.3)     |
| 平均低温 °C（°F）    | 10.1 (50.2) | 12.0 (53.6) | 15.4 (59.7) | 19.3 (66.7)  | 22.1 (71.8)  | 23.8 (74.8)  | 24.0 (75.2)  | 23.7 (74.7)  | 22.2 (72.0)  | 18.8 (65.8) | 14.8 (58.6) | 11.0 (51.8) | 18.1 (64.6)     |
| 历史最低温 °C（°F）  | −2.1 (28.2) | −1.7 (28.9) | 0.9 (33.6)  | 9.3 (48.7)   | 13.7 (56.7)  | 15.1 (59.2)  | 18.6 (65.5)  | 19.5 (67.1)  | 13.2 (55.8)  | 5.5 (41.9)  | 1.8 (35.2)  | −1.5 (29.3) | −2.1 (28.2)     |
| 平均降水量 mm（）    | 35.4 (1.39) | 33.3 (1.31) | 50.3 (1.98) | 91.1 (3.59)  | 159.4 (6.28) | 191.3 (7.53) | 236.0 (9.29) | 227.6 (8.96) | 141.8 (5.58) | 78.9 (3.11) | 41.4 (1.63) | 24.2 (0.95) | 1,318.2 (51.90) |
| 平均降雨天数         | 9.3         | 10.0        | 13.2        | 12.5         | 13.5         | 15.6         | 16.6         | 17.2         | 12.4         | 8.6         | 6.5         | 5.9         | 141.3           |
| 平均相對濕度（％）   | 80.4        | 82.5        | 83.6        | 82.7         | 81.6         | 83.6         | 84.2         | 85.9         | 84.7         | 82.0        | 80.0        | 78.0        | 82.5            |
| 月均日照時數         | 74.5        | 59.2        | 59.2        | 98.1         | 171.2        | 161.4        | 180.2        | 171.3        | 174.4        | 157.5       | 136.3       | 115.5       | 1,561.4         |
| 来源：越南建筑科学院 |             |             |             |              |              |              |              |              |              |             |             |             |                 |

### 自然资源
谅山省位在高平—谅山锰铝带上，主要的金属矿产资源有铝土矿、锰矿等:63。而非金属矿产资源有褐煤、泥炭、石英、磷矿等:39-40:42。其中位在高平—谅山深断裂带的那阳市镇拥有储量丰富的褐煤矿床:41，而出于开采当地煤炭的需要，越南政府还修筑了由谅山市直达那阳的安那铁路:454。更利用煤炭资源在当地兴建了数座热电厂。

## 人口
2019年第七次全国人口普查时，谅山省共有常住人口781,655人，人口密度为每平方公里96人:89，從性別上來看，男性人口為399,410人，女性人口為382,245人。從分布上來看，居住在城鎮的人口為159,814人，居住在鄉村的人口為621,841人:15。人口最多的县市是右隴縣，为121,735人；人口最少的县市是定立縣，为28,579人:15-16。
谅山省的人口构成以世居于当地的岱依族、侬族为主:131-136，二民族分别有人口282,014人以及335,316人，而作为越南主體民族的京族则有125,740人:88。另有华族、瑶族、山澤族、赫蒙族等少数民族:88-90。越南语作为国家官方语言在省内各领域广泛使用，但少数民族语言岱依语、侬语等也有较多的母语人口，谅山省还开设了相应的民族语言广播及电视节目，而该省长定县的岱依—侬语方言也被越南学者视为该国侬语的标准音点。

## 政治
《越南社會主義共和國憲法》第4條規定越南共產黨是越南执政党，也是该国唯一的合法政党，该党在谅山省设有越南共产党谅山省委员会（谅山省委），负责总管省内的政治、思想和組織領導工作，谅山省的地方立法機關谅山省人民议会、行政机关谅山省人民委员会、統一戰線組織谅山省祖国阵线委员会、司法机关谅山省人民检察院、谅山省人民法院、越南人民軍在谅山省的军事机关省級軍事部等政治、军事组织均接受谅山省委的领导。
现任越南共产党谅山省委员会书记是阮国团，2021年7月就任。现任谅山省人民委员会主席是胡进绍，2020年7月就任。
在2021年越南國會選舉期间，谅山省选区共选出国会代表5人。

## 行政區劃
2025年行政区划改革後，谅山省共下辖4坊、61社。

#### 区划沿革

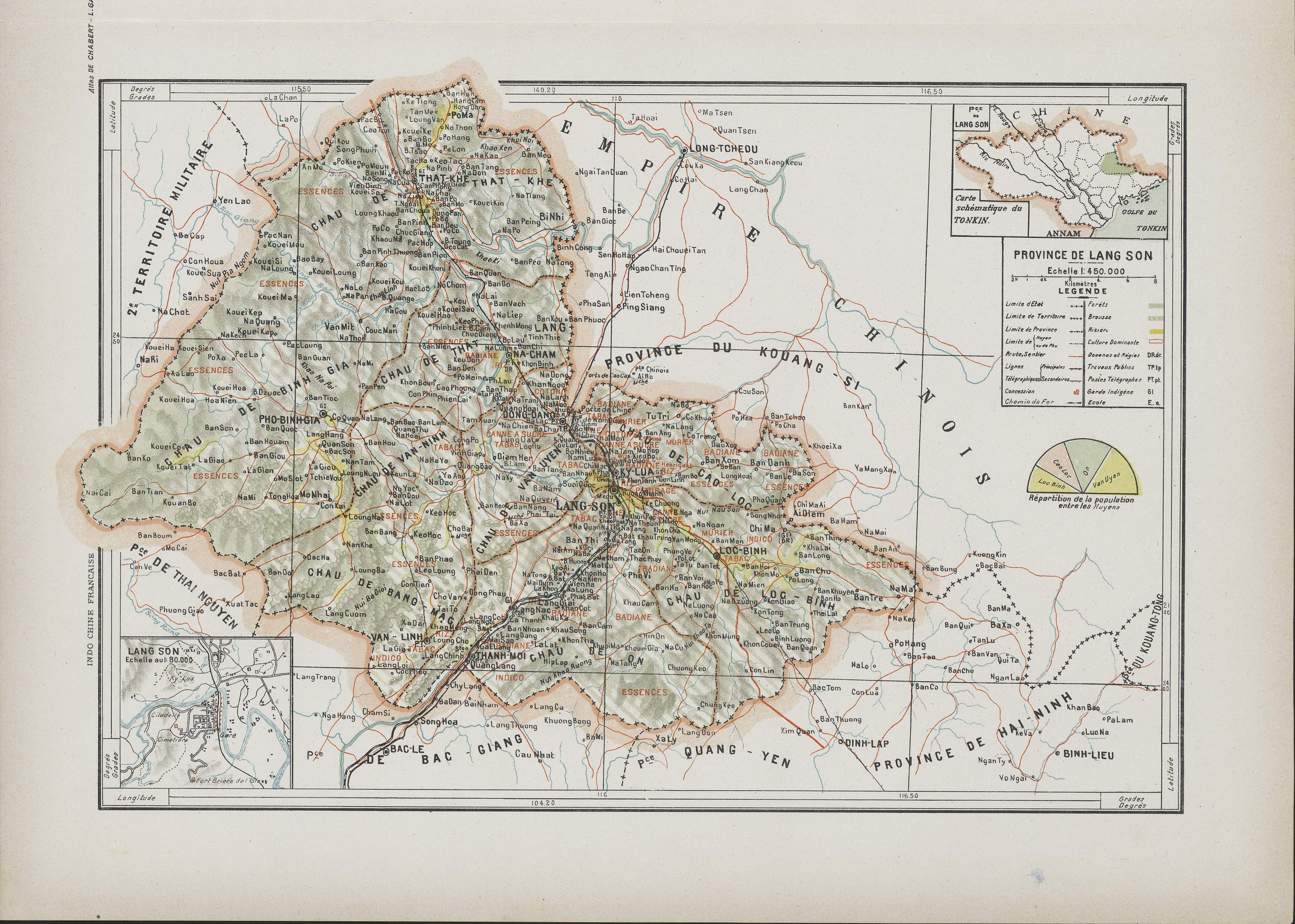
法属印度支那时期的谅山省地图

越南民主共和国（北越）成立后，北越第十二区委于1947年7月将谅山省禄平县划归海宁省管辖，但在1949年6月7日，禄平县又从海宁省重新划归谅山省管辖。1948年1月25日，北越政府将各战区合并为联区，战区抗战委员会改组为联区抗战兼行政委员会。第一战区和第十二战区合并为第一联区，设立第一联区抗战兼行政委员会，谅山省划归第一联区管辖。1949年11月4日，第一联区和第十联区合并为越北联区，设立越北联区抗战行政委员会。谅山省随之划归越北联区管辖。
1956年7月1日，越北联区改设为越北自治区，谅山省划归自治区管辖，原北江省下辖的右陇县划归谅山省管辖。
1964年12月16日，恬熙县和凭莫县6社合并为文关县，温州县和凭莫县剩余8社合并为枝陵县，文渊县和脱朗县合并为文朗县。
1975年12月27日，越北自治区撤销，谅山省与高平省合并为高谅省。1978年12月29日，高谅省重新分设为谅山省和高平省，广宁省定立县划归谅山省管辖；谅山省下辖谅山市社和长定县、文朗县、文关县、平嘉县、北山县、右陇县、枝陵县、高禄县、禄平县、定立县10县，省莅仍在谅山市社。
2002年10月17日，谅山市社改制为谅山市，并于2019年3月25日被评定为二级城市。
截至2021年，諒山省共下轄二級行政區11个，包括諒山市1个省辖市，北山縣、平嘉縣、高祿縣、枝陵縣、定立縣、右隴縣、祿平縣、 長定縣、文朗縣以及文關縣10个縣；三級行政區200个，包括5个坊、14个市镇、181个社。省莅谅山市:39。
2025年，越南決定廢除所有縣級行政單位，同时废除市镇，社與坊成为谅山省的第二级行政区划。

## 经济

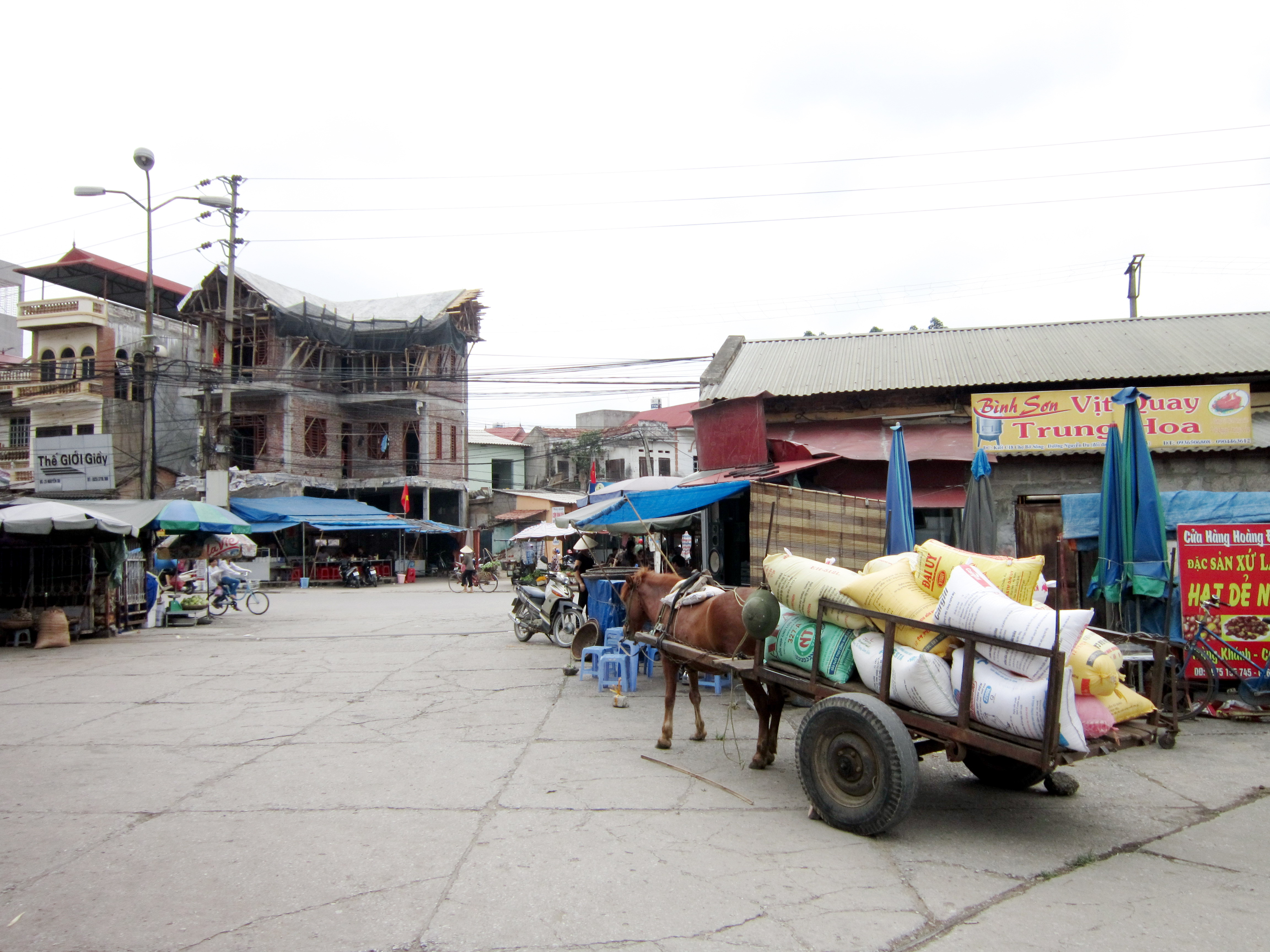
谅山市东京坊的农贸市场

谅山省位于越南东北部中越边界，农林业、采矿业及進出口貿易是當地的重要經濟來源。在农林业领域，截至2021年，谅山省有水牛6.38万头、黄牛2.82万头、猪只9.94万头，家禽446万只:560-566。当年，谅山省拥有稻田472平方公里，共收获稻米20.3万吨，每公顷平均产量为43公担:522-526。除了粮食作物之外，谅山省还出产蔬菜、茶叶、番荔枝、八角茴香、巴戟天、砂仁药物、蜂蜜、烟草等农产品。
谅山省工业基础薄弱，主要发展农林产品加工业，建筑材料加工业，矿产开采及加工业以及日用品工业:425。其中，1975年以后兴建开采的那阳煤矿也是越南五大煤矿之一。
相較於鄰近的廣寧等省市，谅山省的景點並非遊客傳統首選，当地有北山起义革命旧址、支棱關等国家特等级文化遗产，2021年成立的谅山地质公园则是谅山主要的自然景点开发区，现今正在申请成为联合国教科文组织认证的世界地质公园，越南政府还在此公园內为游客开发了4条旅游路线。

## 文化

### 教育
在陈朝时期，朝廷开始在谅山建立官学，开创了当地教育，此时私学也得到了一定的发展，后黎朝期间，朝廷在当地设置乡试考场，定期开科取士。而在法属印度支那时期，法国人在谅山省建立了實施西式学制的学校，学校主要教授法國文化及法國價值觀，以为法國培养维持其殖民統治的人才:676-680。1945年，越南民主共和国脱离法国独立后，越共对当地的教育进行了社会主义改造，现今，谅山省的教育事业由谅山省教育与培训厅主管:680-682，该省已经初步建立了从学前教育到高等教育在内完善的教育体系:684-686。截至2021年，谅山省有幼儿园232所:774、小学180所、初级中学145所、高级中学26所、九年一贯制学校72所、一贯制中学7所:777。
谅山省高等教育资源相对匮乏，该省现阶段有諒山師範高等專科學校:686、谅山医学高等专科学校、谅山职业高等专科学校以及东北农林科技高等专科学校等四所公办大专院校。

### 衛生保健
谅山省卫生部门由谅山省人民委员会下属的省卫生厅负责管理，自20世纪50年代政局稳定後，越共开始在当地組織建立現代醫療機構，實施傳染病防治，普及衛生知識，當地城鎮衛生環境的條件有所好轉，医疗机构多分布在省蒞谅山市，谅山省下辖的其他县市也拥有自己的地方医院，而各县市所管辖的社、市镇也分设有卫生所，主要接待在地的门诊病人，也提供预防医学服务:688-693。

### 体育

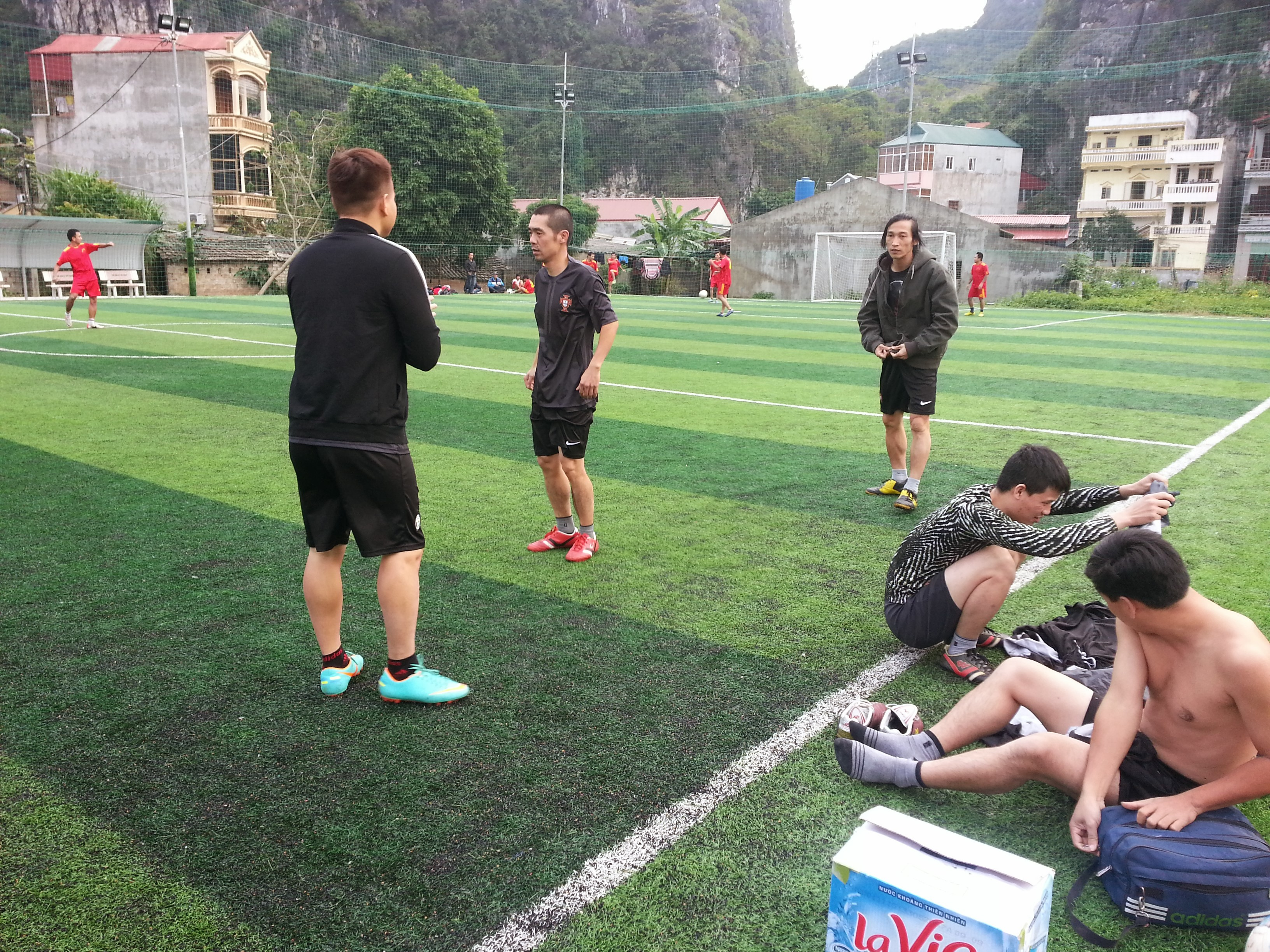
谅山市三清坊的足球场

谅山历史上有组织的体育运动以服务于军事的体能训练为主，到了法属印度支那时期，法国人在当地建立了体育场馆:694，并引入了近代化的体育教育体系。越南民主共和国成立后，谅山政府将体育教育纳入学校教育，兴建体育场馆，当地一些政府机构、企业以及学校也建立了自己的体育组织:695。现今，除了足球等流行运动外，世居于谅山的岱依族、侬族等民族也拥有自己的传统体育项目和赛事。

### 媒体
越南主要的媒體越南国家电视台、越南之声广播电台等均可在谅山省接收，越南通讯社等国营媒体也在谅山设有代表机构。因为邻近中国广西壮族自治区，当地还可以接收到广西对外广播电台等中国大陆广播电台的讯号。越共谅山省委、谅山省人民委员会还拥有谅山广播电视台、《谅山报》等媒體，以报道谅山省的地方新聞:663。

## 交通

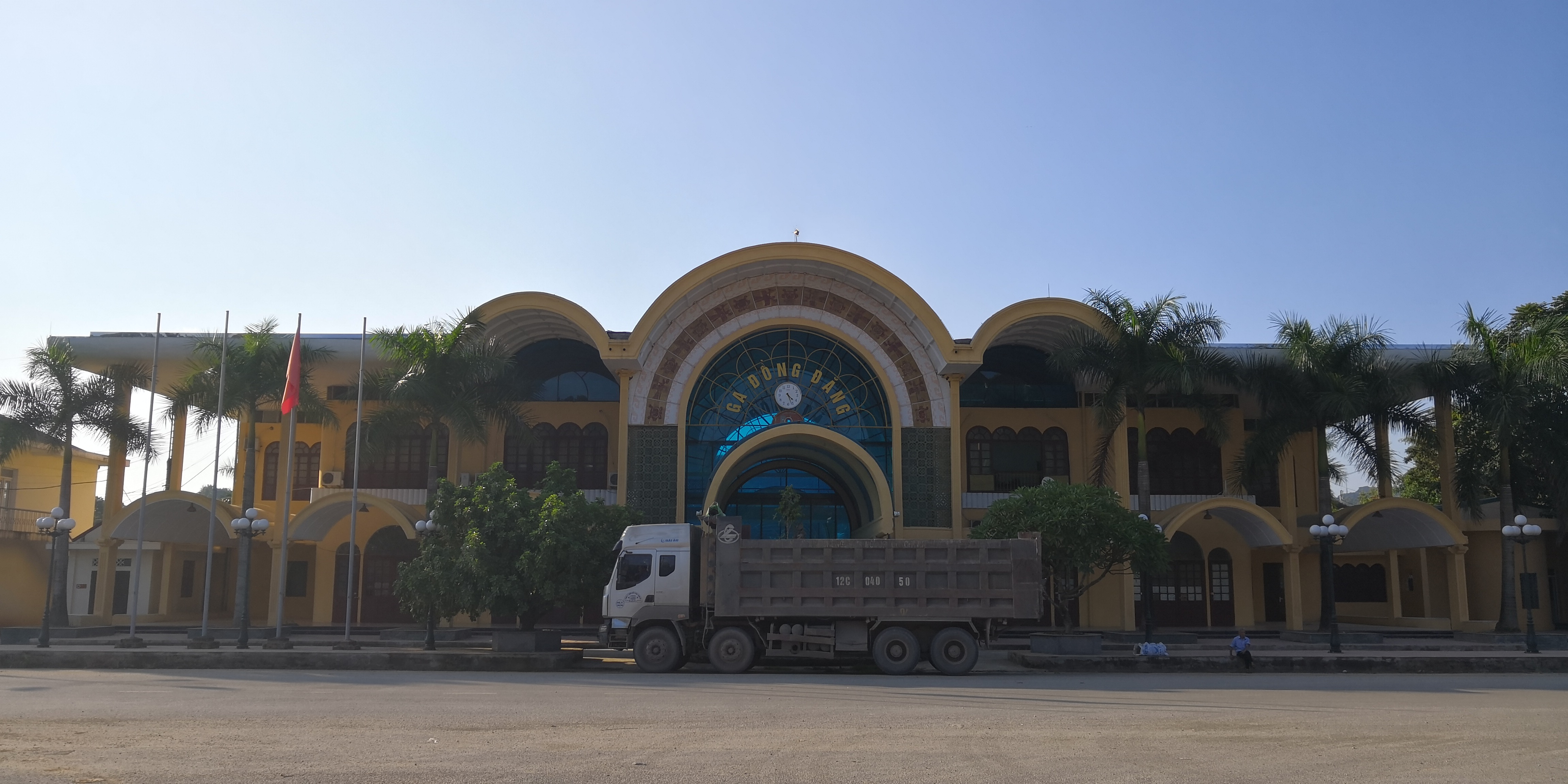
同登站主楼

谅山省自古以来便是越南与中国陆路往来的枢纽。中越边境的友誼關长期作为连接越南与中国重要的关卡，有驿路直达今河内及广西的桂林:13。越南被法国殖民占领后，法国人在谅山修筑公路，开启了当地的近代交通事业，此后当地公路渐成规模:11，现今越南主要的公路干线国道1号、南北高速公路皆始于友谊关，并与中国的公路相衔接。此外，谅山省尚有多条国道连接邻近省份:451，其中包括自西向东连接越南北部的國道279號，该省还有往来中越的客运汽车班线:21。
由西南至东北贯穿全省的河同鐵路在谅山省境内总长92公里，共设有11个车站:453，其中，位在高禄县同登市镇的同登站还与中国湘桂铁路凭祥站接轨，越南—中国T8701/2次国际联运旅客列车的换乘、行李、包裹换装和交接以及客车和行李车的交接均在该站进行。
在边境口岸方面，谅山省有9个口岸，数量居越南诸省之首，其中公路口岸8个，分别是峙馬:542、友誼、平宜、新青、谷南、本質、蒲茸和孤漊；以及同登站一个铁路口岸:67。

## 友好城市
谅山省諒山市、高祿縣、祿平縣分别与中华人民共和国广西壮族自治区的崇左市、凭祥市、寧明縣互為友好城市。